# Stiff Little Fingers
Stiff Little Fingers är ett brittiskt punkband från Belfast, Nordirland, inspirerat av bland annat The Clash. De bildades 1977 och är fortfarande aktiva. Bandet består av Jake Burns (sång och gitarr), Henry Cluney (gitarr), Ali McMordie (basgitarr) och Brian Faloon (trummor). 
I bandet har även Dolphin Taylor (ex Tom Robinsson Band) och Bruce Foxton (ex The Jam) ingått.
Från början hette gruppen Highway Star, så bytte de till Stiff Little Fingers. Namnet kommer ifrån en låt av The Vibrators.

## Medlemmar
Nuvarande medlemmar
- Jake Burns – sång, gitarr (1977–)
- Ali McMordie – basgitarr (1977–1991, 2006–)
- Ian McCallum – gitarr (1993–)
- Steve Grantley – trummor (1996–)

Tidigare medlemmar
- Henry Cluney – sång, gitarr (1977–1982, 1987–1993)
- Brian Faloon – trummor (1977–1979)
- Gordon Blair – basgitarr (1977)
- Jim Reilly – trummor (1979–1981)
- Dolphin Taylor – trummor, sång (1981–1982, 1987–1996)
- Bruce Foxton – basgitarr, sång (1991–2006)
- Dave Sharp – gitarr (1993–1997)

## Diskografi

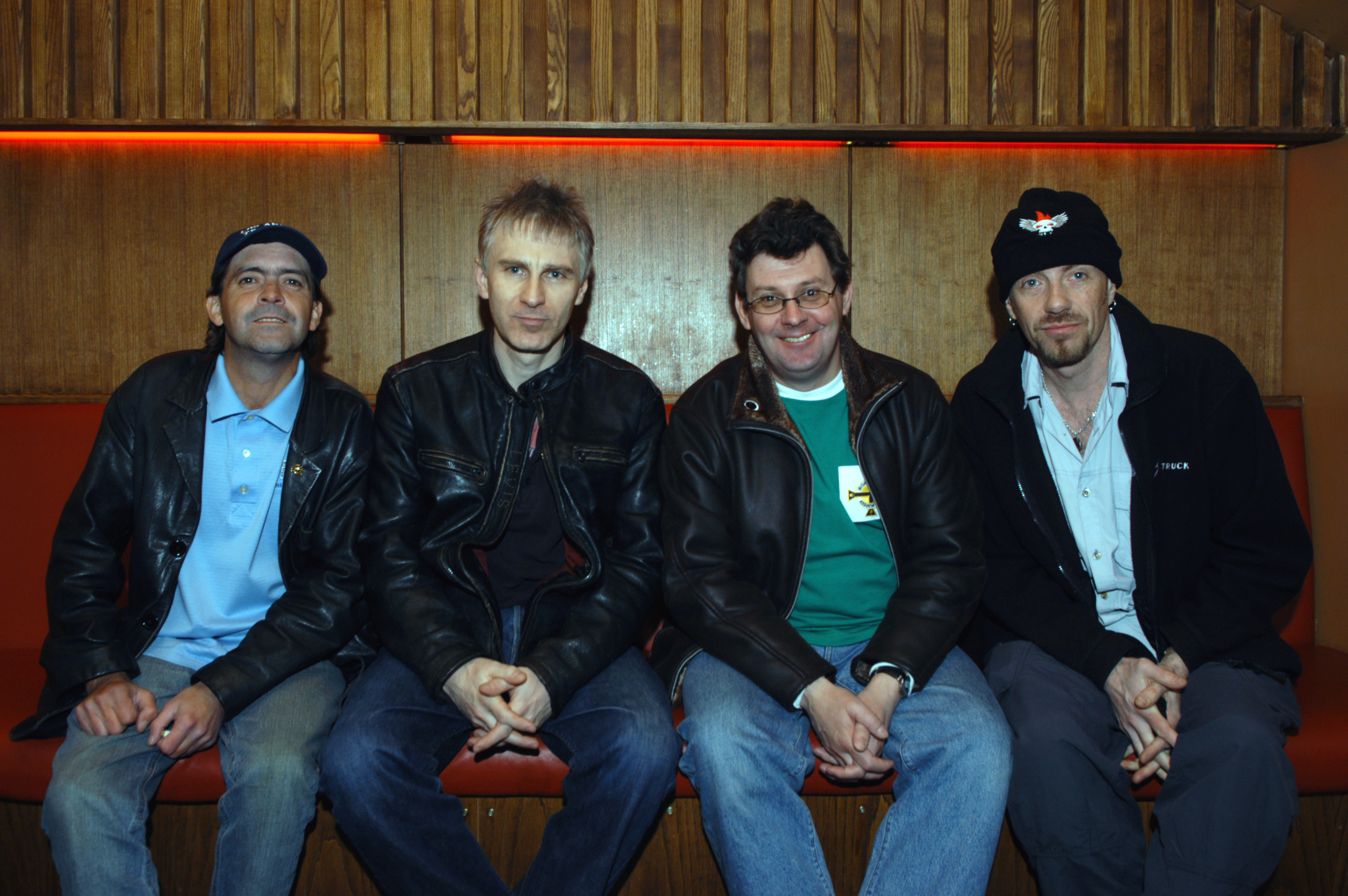
Stiff Little Fingers, mars 2006.

Studioalbum
- 1979 – Inflammable Material
- 1980 – Nobody's Heroes
- 1981 – Go for It
- 1982 – Now Then...
- 1991 – Flags and Emblems
- 1994 – Get a Life
- 1997 – Tinderbox
- 1999 – Hope Street
- 2004 – Guitar and Drum
- 2014 – No Going Back

Singlar (topp 50 på UK Singles Chart)
- 1979 – "Straw Dogs" (UK #44)
- 1979 – "At the Edge" (UK #15)
- 1980 – "Nobody's Hero" / "Tin Soldiers" (dubbel A-sida) (UK #36)
- 1980 – "Back to Front" / "Mr. Coal Fire Man" (dubbel A-sida) (UK #49)
- 1981 – "Just Fade Away" (UK #47)

Livealbum
- 1979 – The Christmas Album
- 1979 – Broken Fingers / Live In Aberdeen
- 1980 – Hanx!
- 1988 – Live and Loud
- 1988 – No Sleep 'Til Belfast
- 1988 – Greatest Hits Live
- 1989 – See You Up There
- 1991 – Alternative Chartbusters
- 1991 – Fly The Flags
- 1991 – BBC Radio 1 Live in Concert
- 1995 – Pure Fingers
- 1995 – B'S, Live, Unplugged & Demos
- 1999 – Handheld and Rigidly Digital Live
- 2006 – Fifteen and Counting... Live at the Barrowland 17th March 2006
- 2007 – Live In Aberdeen 1979

Samlingsalbum
- 1983 – All the Best
- 1989 – The Peel Sessions
- 2000 – Tin Soldiers
- 2002 – Anthology
- 2003 – The Radio One Sessions
- 2007 – Wasted Life
- 2012 – Assume Nothing, Question Everything: Very Best of Stiff Little Fingers